# اوباش امروز راجا
اوباش امروز راجا (به هندی: Aaj Ka Goonda Raaj) فیلمی هندی محصول سال ۱۹۹۲ و به کارگردانی راوی راجا پینستی است. در این فیلم بازیگرانی همچون چیرانجیوی، میناکشی سشادری، راج بابار، پاریکشیت سهنی، پریم چوپرا، شارات ساکسنا، دالیپ تاهیل، ساتیش شاه، تینو آناند و راوی تجا ایفای نقش کرده‌اند.